# Cape Cod Central Railroad
| Lok Nr. 1501 bei einem Bahnübergang |                      |                                                |                                                |
| Karte der Cape Cod Central Railroad |                      |                                                |                                                |
| Streckenlänge: | 39,6 km              |                                                |                                                |
| Spurweite: | 1435 mm (Normalspur) |                                                |                                                |
| |                      |                                                |                                                |
| \| \| \| Buzzard Bay Secondary Linie \| \| \| \| \| der Massachusetts Coastal Railroad \| \| \| \| \| Cohasset Narrowas Bridge (85 m) \| \| \| \| \| Beginn der Cape Cod Central Railroad \| \| \| \| 0,0 \| Buzzard Bay \| Buzzard Bay \| \| \| \| Hubbrücke Cape Cod Canal (148 m) \| \| \| \| 0,5 \| Massachusetts Coastal Railroad \| Massachusetts Coastal Railroad \| \| \| \| nach Falmouth \| \| \| \| \| Perry Avenue \| \| \| \| \| Bourne Bridge \| \| \| \| 2,9 \| Bourne \| Bourne \| \| \| 3,5 \| Old Train Depot Bourne \| Old Train Depot Bourne \| \| \| \| Abstellgleis \| \| \| \| \| Sagamore Bridge \| \| \| \| \| Abstellgleis \| \| \| \| \| Ausweichstelle Canal Service Road (786 m) \| \| \| \| \| Freight House Road \| \| \| \| \| Canal Power Station \| \| \| \| \| Mill Creek (20 m) \| \| \| \| 11,9 \| Sandwich \| Sandwich \| \| \| \| Ausweichstelle Norse Pines Creek \| \| \| \| \| Hoxie Pond Damm (170 m) \| \| \| \| \| \| \| \| \| 24,3 \| West Barnstable \| West Barnstable \| \| \| \| Bridge Creek \| \| \| \| \| Brickyard Creek \| \| \| \| \| Main Street \| \| \| \| \| Barnstable Ausweichstelle \| \| \| \| 34,1 \| Yarmouth Gleisdreieck \| Yarmouth Gleisdreieck \| \| \| \| Mid Cape Highway \| \| \| \| 39,2 \| Lokschuppen der Massachusetts Coastal Railroad \| Lokschuppen der Massachusetts Coastal Railroad \| \| \| 39,6 \| Hyannis \| Hyannis \| \| \| \| Old Colony Road (Bahnlinie) \| \| \| \| 41,9 \| Hyannis Hafen \| Hyannis Hafen \| \| \| \| \| \| \| Quellen: [1][2][3] \| \| \| \| |                      |                                                |                                                |
| |                      | Buzzard Bay Secondary Linie                    |                                                |
| Strecke |                      | der Massachusetts Coastal Railroad             | der Massachusetts Coastal Railroad             |
| Brücke über Wasserlauf |                      | Cohasset Narrowas Bridge (85 m)                | Cohasset Narrowas Bridge (85 m)                |
| Wechsel des Eisenbahninfrastrukturunternehmens |                      | Beginn der Cape Cod Central Railroad           | Beginn der Cape Cod Central Railroad           |
| Bahnhof | 0,0                  | Buzzard Bay                                    | Buzzard Bay                                    |
| Brücke über Wasserlauf |                      | Hubbrücke Cape Cod Canal (148 m)               | Hubbrücke Cape Cod Canal (148 m)               |
| Abzweig geradeaus und nach rechts | 0,5                  | Massachusetts Coastal Railroad                 | Massachusetts Coastal Railroad                 |
| Strecke |                      | nach Falmouth                                  | nach Falmouth                                  |
| Strecke mit Straßenbrücke |                      | Perry Avenue                                   | Perry Avenue                                   |
| Strecke mit Straßenbrücke |                      | Bourne Bridge                                  | Bourne Bridge                                  |
| Haltepunkt / Haltestelle | 2,9                  | Bourne                                         | Bourne                                         |
| ehemaliger Haltepunkt / Haltestelle | 3,5                  | Old Train Depot Bourne                         | Old Train Depot Bourne                         |
| Abzweig geradeaus und nach links |                      | Abstellgleis                                   | Abstellgleis                                   |
| Strecke mit Straßenbrücke |                      | Sagamore Bridge                                | Sagamore Bridge                                |
| Abzweig geradeaus und nach links |                      | Abstellgleis                                   | Abstellgleis                                   |
| Dienststation / Betriebs- oder Güterbahnhof |                      | Ausweichstelle Canal Service Road (786 m)      | Ausweichstelle Canal Service Road (786 m)      |
| Abzweig geradeaus und von rechts |                      | Freight House Road                             | Freight House Road                             |
| Abzweig geradeaus und von links |                      | Canal Power Station                            | Canal Power Station                            |
| Brücke über Wasserlauf |                      | Mill Creek (20 m)                              | Mill Creek (20 m)                              |
| Bahnhof | 11,9                 | Sandwich                                       | Sandwich                                       |
| ehemaliger Dienststation / Betriebs- oder Güterbahnhof |                      | Ausweichstelle Norse Pines Creek               | Ausweichstelle Norse Pines Creek               |
| |                      | Hoxie Pond Damm (170 m)                        |                                                |
| |                      |                                                |                                                |
| Bahnhof | 24,3                 | West Barnstable                                | West Barnstable                                |
| Brücke über Wasserlauf |                      | Bridge Creek                                   | Bridge Creek                                   |
| Brücke über Wasserlauf |                      | Brickyard Creek                                | Brickyard Creek                                |
| Brücke |                      | Main Street                                    | Main Street                                    |
| ehemaliger Dienststation / Betriebs- oder Güterbahnhof |                      | Barnstable Ausweichstelle                      | Barnstable Ausweichstelle                      |
| Abzweig geradeaus, nach links und von links | 34,1                 | Yarmouth Gleisdreieck                          | Yarmouth Gleisdreieck                          |
| Strecke mit Straßenbrücke |                      | Mid Cape Highway                               | Mid Cape Highway                               |
| Dienststation / Betriebs- oder Güterbahnhof | 39,2                 | Lokschuppen der Massachusetts Coastal Railroad | Lokschuppen der Massachusetts Coastal Railroad |
| Kopfbahnhof Strecke ab hier außer Betrieb | 39,6                 | Hyannis                                        | Hyannis                                        |
| Strecke (außer Betrieb) |                      | Old Colony Road (Bahnlinie)                    | Old Colony Road (Bahnlinie)                    |
| Betriebs-/Güterbahnhof Streckenende (Strecke außer Betrieb) | 41,9                 | Hyannis Hafen                                  | Hyannis Hafen                                  |
| |                      |                                                |                                                |
| Quellen: |                      |                                                |                                                |

Die Cape Cod Central Railroad ist eine Museumseisenbahn mit Sitz in Hyannis im US-Bundesstaat Massachusetts. Sie verkehrt auf einem 39 km langen, einst durch die New York, New Haven and Hartford Railroad betriebenen, Streckenabschnitt zwischen Buzzards Bay und Hyannis. Die Bahnstrecke ist als Cape Main Line bekannt. Eigentümer ist das Massachusetts Department of Transportation. Die Strecke wird auch von der Massachusetts Coastal Railroad, die dort Güterverkehr anbietet, sowie den saisonalen Ausflugspersonenzügen CapeFLYER befahren.

## Geschichte
1848 erreichte die Eisenbahn die Stadt Sandwich, um die dort ansässige Boston & Sandwich Glass Company zu bedienen. Der Wunsch nach Personenbeförderung führte zum weiteren Ausbau der Strecke. Nachdem die Strecke Cape Cod erreicht hatte, verband sie ab 1887 vierzehn Städte auf der Halbinsel miteinander. Zwischen 1854 und 1959 waren nacheinander die Cape Cod Railroad, die Old Colony Railroad und die New York, New Haven and Hartford Railroad Eigentümer und Betreiber der Strecke.
Nur zwischen 1861 und 1868 betrieb die damalige Cape Cod Central Railroad die Strecke, nach der die heutige Bahn benannt ist. Die beiden Gesellschaften haben keine Verbindung zueinander. Wegen zurückgehender Fahrgastzahlen nach dem Zweiten Weltkrieg wurde der Personenverkehr nach 1958 auf die Sommersaison beschränkt und 1964 schließlich ganz eingestellt. Von 1986 bis 1996 bot Amtrak jeweils in der Sommersaison eine wöchentliche Reisezugverbindung von New York City (im letzten Betriebsjahr von Boston) nach Hyannis an.
1935 wurde die heutige Cape Cod Canal Railroad Bridge fertiggestellt. Sie war beim Bau die längste und ist heute nach der Arthur Kill Vertical Lift Bridge die zweitlängste Hubbrücke der Welt.

## Gründung der heutigen Cape Cod Central Railroad
Von 1981 bis 1988 betrieb die Cape Cod & Hyannis Railroad ausgehend von Hyannis saisonale Personenzüge für Touristen. 1989 übernahm die Bay Colony Railroad, ehe 1999 die heutige Cape Cod Central Railroad Betreiber der Ausflugszüge wurde.
Das Unternehmen war Teil der Cape Rail, Inc., zu der auch die Class 3-Güterbahn Massachusetts Coastal Railroad gehörte. Cape Rail betrieb damals 160 Streckenkilometer und wurde 2012 von den Iowa Pacific Holdings aufgekauft. Diese meldete im März 2021 Insolvenz an. Danach ging die Cape Cod Central Railroad in das Eigentum des Massachusetts Department of Transportation über.

## Heutiger Betrieb
Die Cape Cod Central Railroad befährt etwa 39 km von Hyannis nach Buzzards Bay. Die Züge beginnen in Hyannis oder Buzzards Bay. Die Strecke führt durch West Barnstable, Sandwich und entlang des historischen Cape Cod Canals. Die Züge überqueren den Kanal, der 2014 100 Jahre alt wurde, auf der Hubbrücke kurz vor dem Bahnhof Buzzards Bay. Unterwegs durchfahren die Züge die Bucht von Cape Cod. Die Bahnhöfe von West Barnstable und Buzzards Bay wurden jeweils 1911 erbaut.
Der ehemalige Bahnhof „Gray Gables Station“ von 1892 wurde nach dem Sommerhaus des damaligen US-Präsidenten Grover Cleveland benannt und lag an der Monument Neck Road in Bourne. Der Bahnhof wurde 1940 außer Betrieb genommen und ist als Museumsgebäude erhalten geblieben.
Derzeit betreibt die Cape Cod Central Railroad regelmäßige Ausflugszüge von Ostern bis Oktober und den „Polar Express“ im November und Dezember. Ferner werden Brunch-, Lunch- und Dinner-Züge sowie verschiedene Sonderveranstaltungen angeboten.

## Bilder

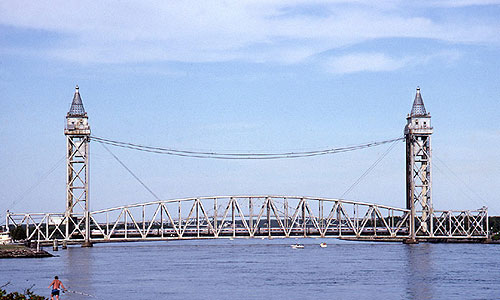
Die Hubbrücke über den Cape Cod Kanal, Juli 1991
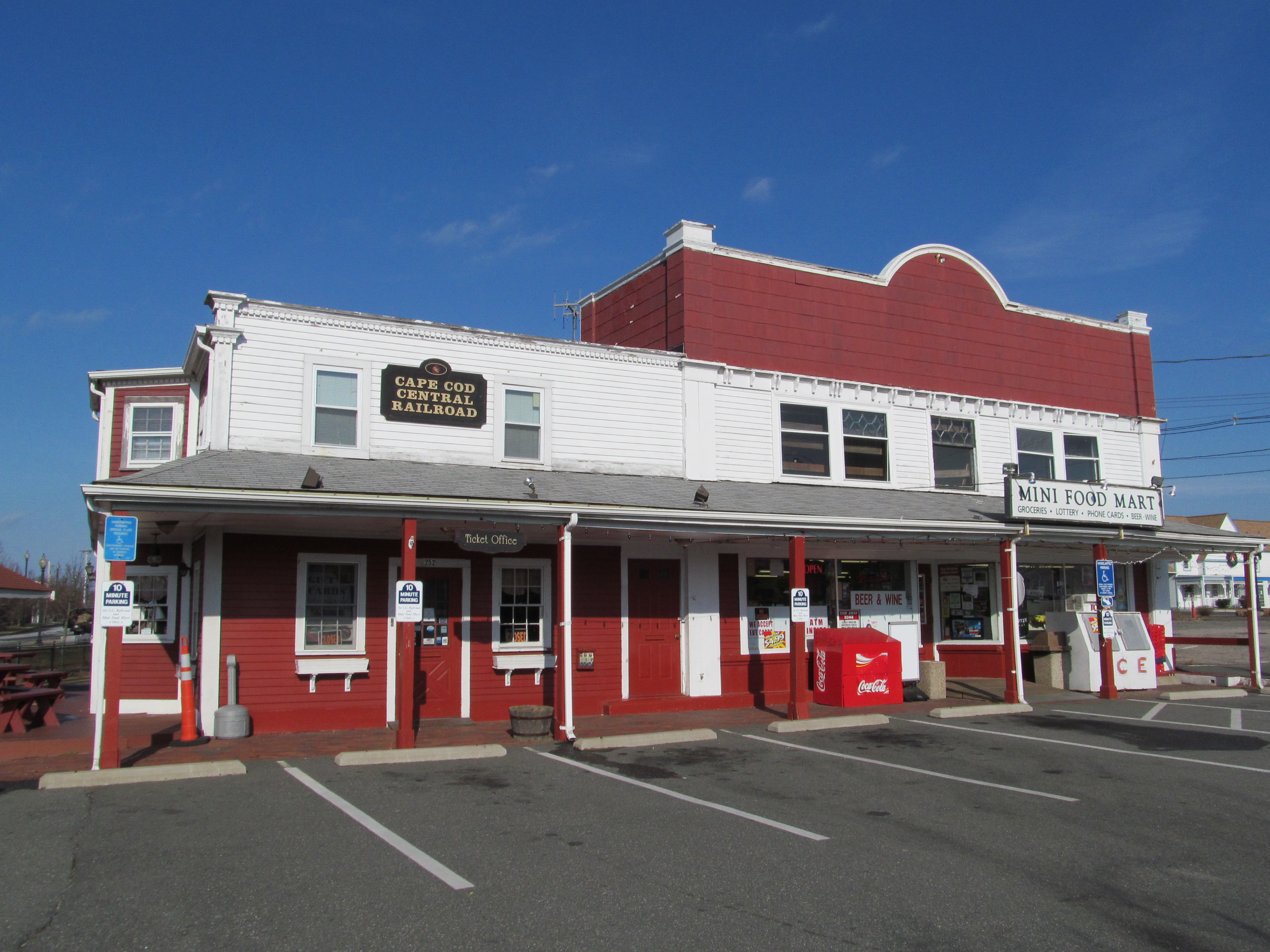
Der Bahnhof in Hyannis, Januar 2012
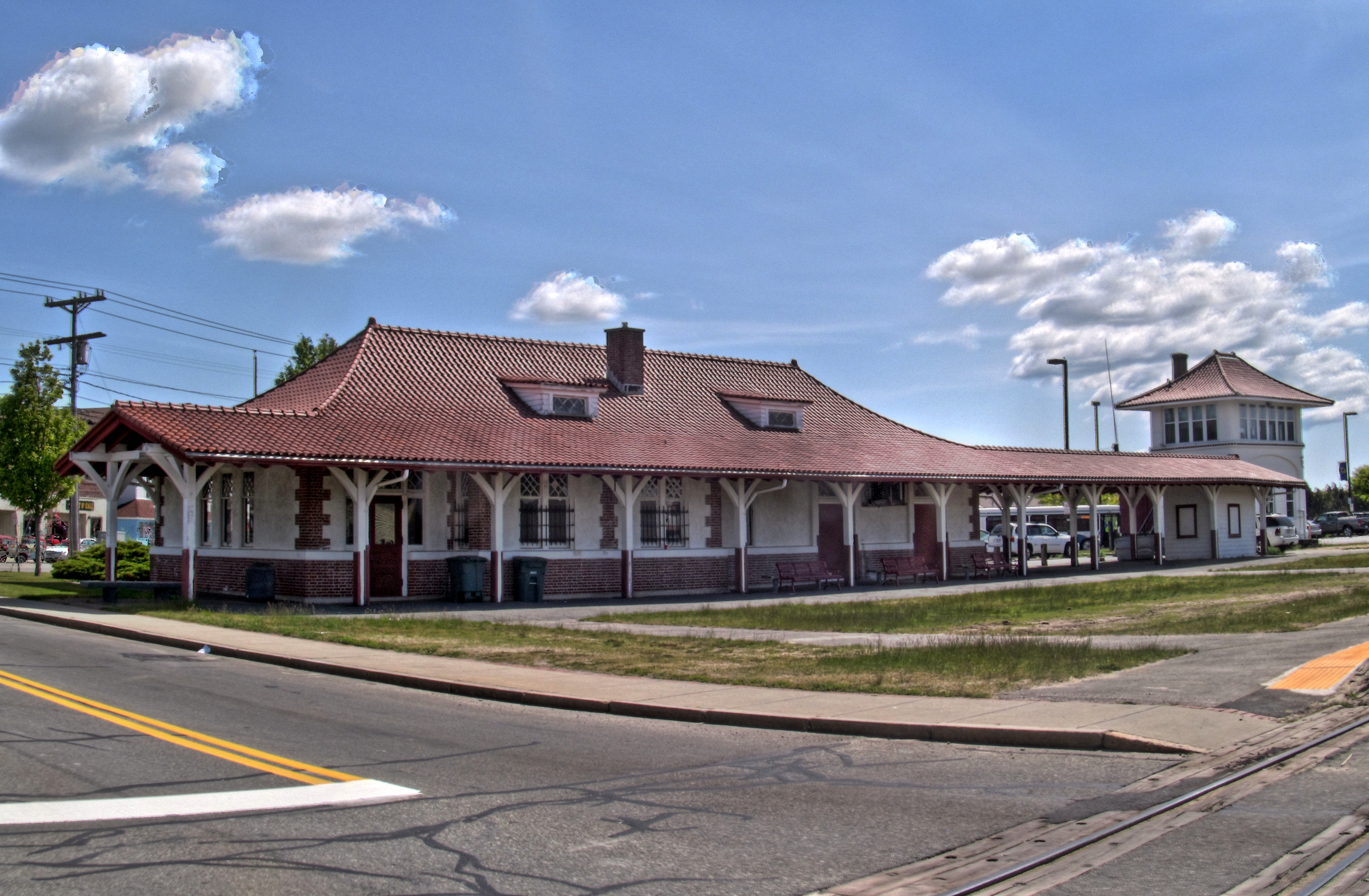
Der Bahnhof in Buzzard Bay, Mai 2013
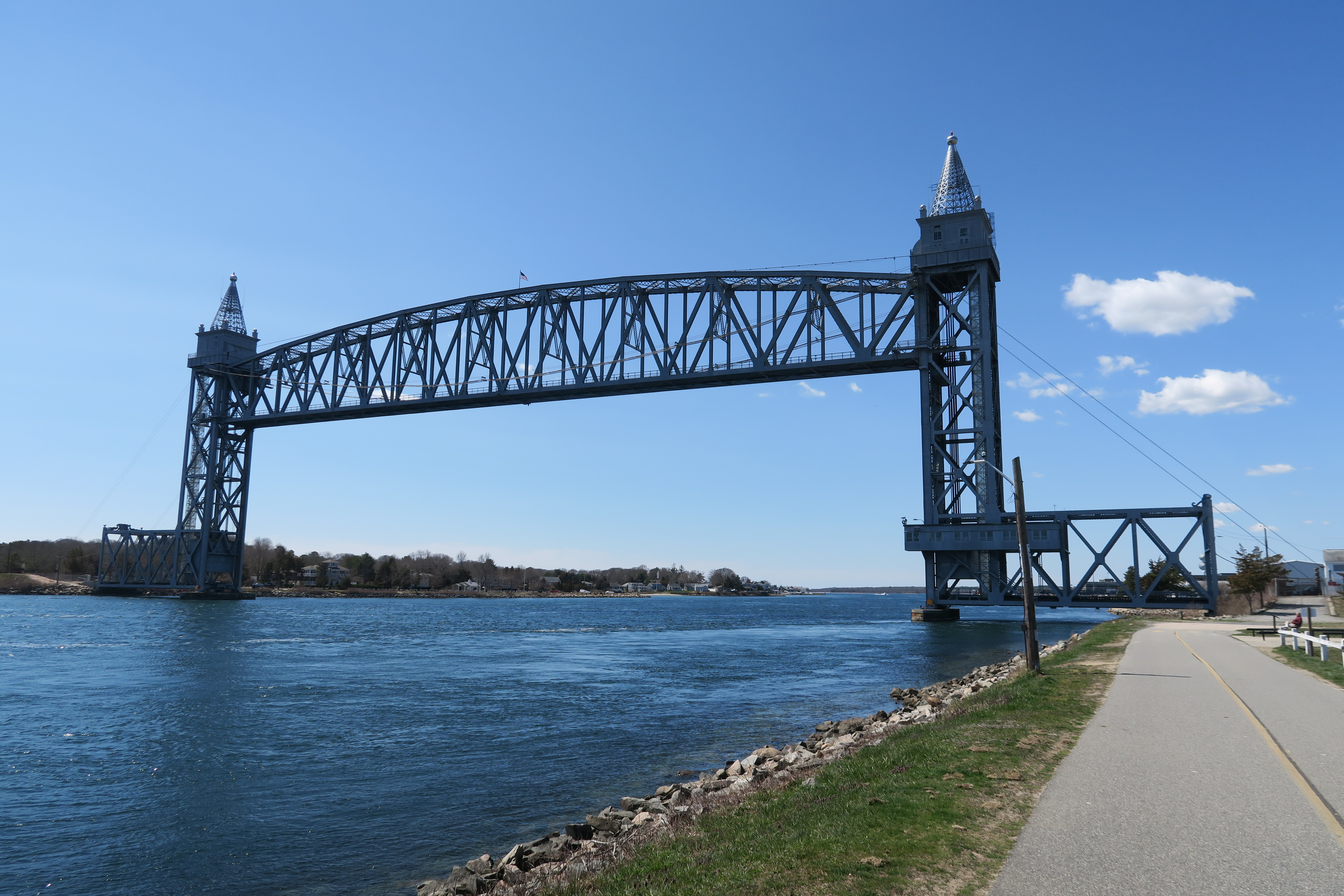
Die geöffnete Hubbrücke, April 2017

## Fahrzeuge
2018 konnten zwei EMD-FL9-Lokomotiven der ehemaligen New York, New Haven and Hartford Railroad, Baujahr 1957 und 1960, erworben werden. Die Personenwagen stammen aus der Zeit zwischen 1917 und 1990.

### Lokomotiven
| Diesellokomotiven |                             |      |       |        |        | |  |
| 1201              | American Locomotive Company | RS3m | 78662 | 5.1951 | 3.2000 | Ehem. New York Central Railroad Nr. 8246, ehem. Penn Central Transportation Nr. 5246, ehem. Amtrak Nr. 104, ehem. Connecticut Central Railroad Nr. 1201, Providence and Worcester Railroad Nr. 120. |  |
| 1501              | Electro-Motive Diesel       | GP7  | 15943 | 1.1952 | 2000   | Ehem. Atlanta and St. Andrews Bay Railroad 501, South Central Florida Express 9011. |  |
| 1502              | Electro-Motive Diesel       | GP7  | 15944 | 1.1952 | 2000   | Ehem. Atlanta and St. Andrews Bay Railroad 502/511, ehem. South Central Florida Express |  |
| 2011              | Electro-Motive Diesel       | FL9  | 21684 | 9.1960 | 2018   | Ehem. New York, New Haven and Hartford Railroad Nr. 2038 |  |
| 2026              | Electro-Motive Diesel       | FL9  | 21953 | 9.1957 | 2018   | Ehem. New Haven Railroad Nr. 2007 |  |
| Dieseltriebwagen  |                             |      |       |        |        | |  |
| 1001              | Budd Rail Diesel Car        | RDC1 | 6212  | 7.1955 |        | Ehem. Boston and Maine Railroad Nr. 6143 |  |
| [ 7 ] [ 8 ]       |                             |      |       |        |        | |  |